# Katsuhiro Matsumoto
Katsuhiro Matsumoto (松元克央?, Matsumoto Katsuhiro; Iwaki, 28 febbraio 1997) è un nuotatore giapponese, vincitore di una medaglia d'argento ai campionati mondiali di nuoto 2019 nei 200 metri stile libero.

## Palmarès
- Mondiali

Gwangju 2019: argento nei 200m sl.
- Mondiali in vasca corta

Windsor 2016: bronzo nella 4x200m sl.
- Campionati panpacifici:

Tokyo 2018: bronzo nei 200m sl, nella 4x100m sl e nella 4x200m sl.
- Giochi asiatici

Giacarta 2018: oro nella 4x100m sl e nella 4x200m sl e argento nei 200m sl.
Hangzhou 2023: oro nei 100m farfalla, bronzo nella 4x100m sl, nella 4x200m sl e nella 4x100m misti.
- Campionati asiatici

Tokyo 2016: oro nella 4x200m sl, argento nella 4x100m sl e bronzo nei 200m sl.
- Universiadi

Gwangju 2015: bronzo nella 4x200m sl.
Taipei 2017: oro nella 4x200m sl.

## International Swimming League
| stagione 2020    |
| ---------------- |
| Tokyo Frog Kings |